# Wenninkmolen
De Wenninkmolen is een korenmolen in Lintelo in de Nederlandse provincie Gelderland.
De molen werd in 1860 gebouwd voor de familie Wennink, hetgeen de naam van de molen verklaard. De molen bleef tot 1920 in handen van deze familie. Sinds 1973 is de molen eigendom van de familie Nijland. In 1984 is de molen gerestaureerd. Op 27 december 2007 werd de molen overgedragen aan de Stichting tot Behoud van de Wenninkmolen te Lintelo.
De roeden van de molen hebben een lengte van 23,88 meter. De door Groot-Wesseldijk gemaakte binnenroe is een in 1984 gelaste, ijzeren roede, die voorzien is van het Van Busselsysteem met Ten Have-kleppen. De 23,88 m lange buitenroede is een ingekorte potroede en heeft Oudhollands hekwerk met zeilen. De molen heeft één koppel maalstenen op de begane grond. Dit omdat er in 1936 namelijk een machinekamer gebouwd werd voor een zuiggasmotor, welke later vervangen werd door een elektromotor. Sinds 1980 is alleen de windkracht (door middel van enkele extra overbrengingen) weer de enige bron van aandrijving. Verder zijn er nog enkele andere werktuigen in de molen aanwezig. Vrijwillig molenaars stellen de molen regelmatig in bedrijf.
De 5 meter lange, gietijzeren bovenas is in 1867 gemaakt door de ijzergieterij De Prins van Oranje te 's Hage en heeft nummer 500.

## Galerij

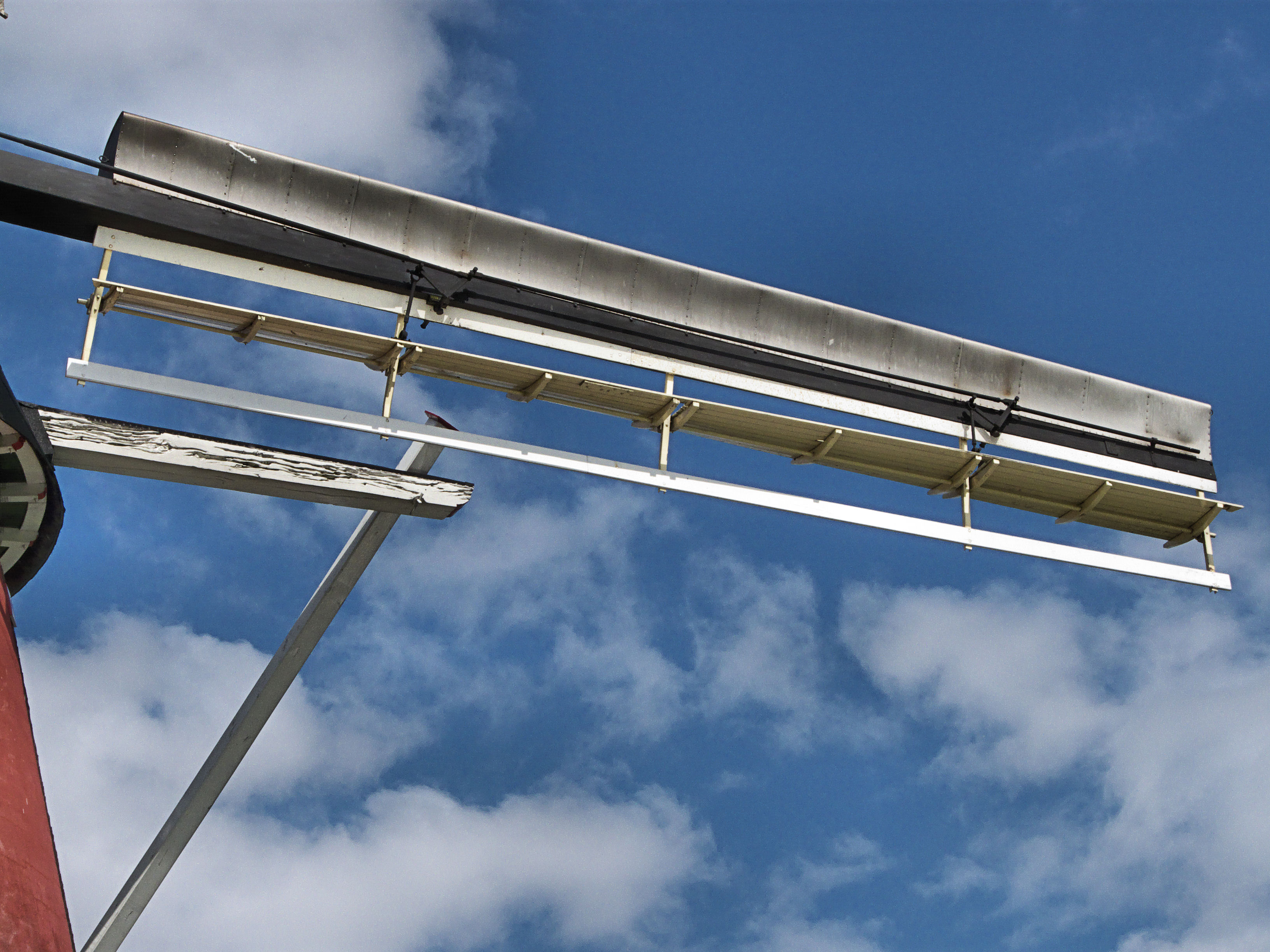
Wiek met Ten Have klep en van Busselneus
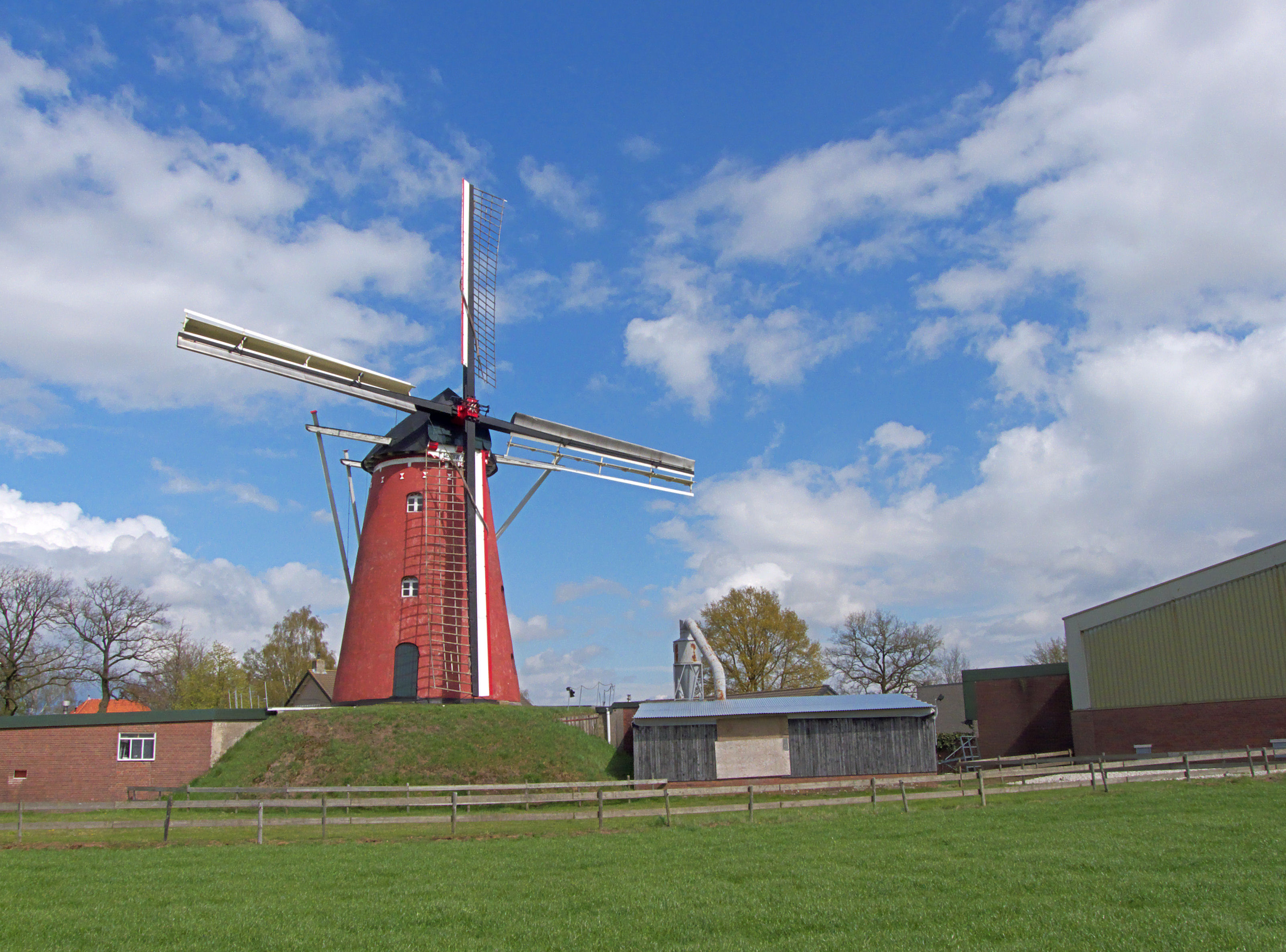
April 2012
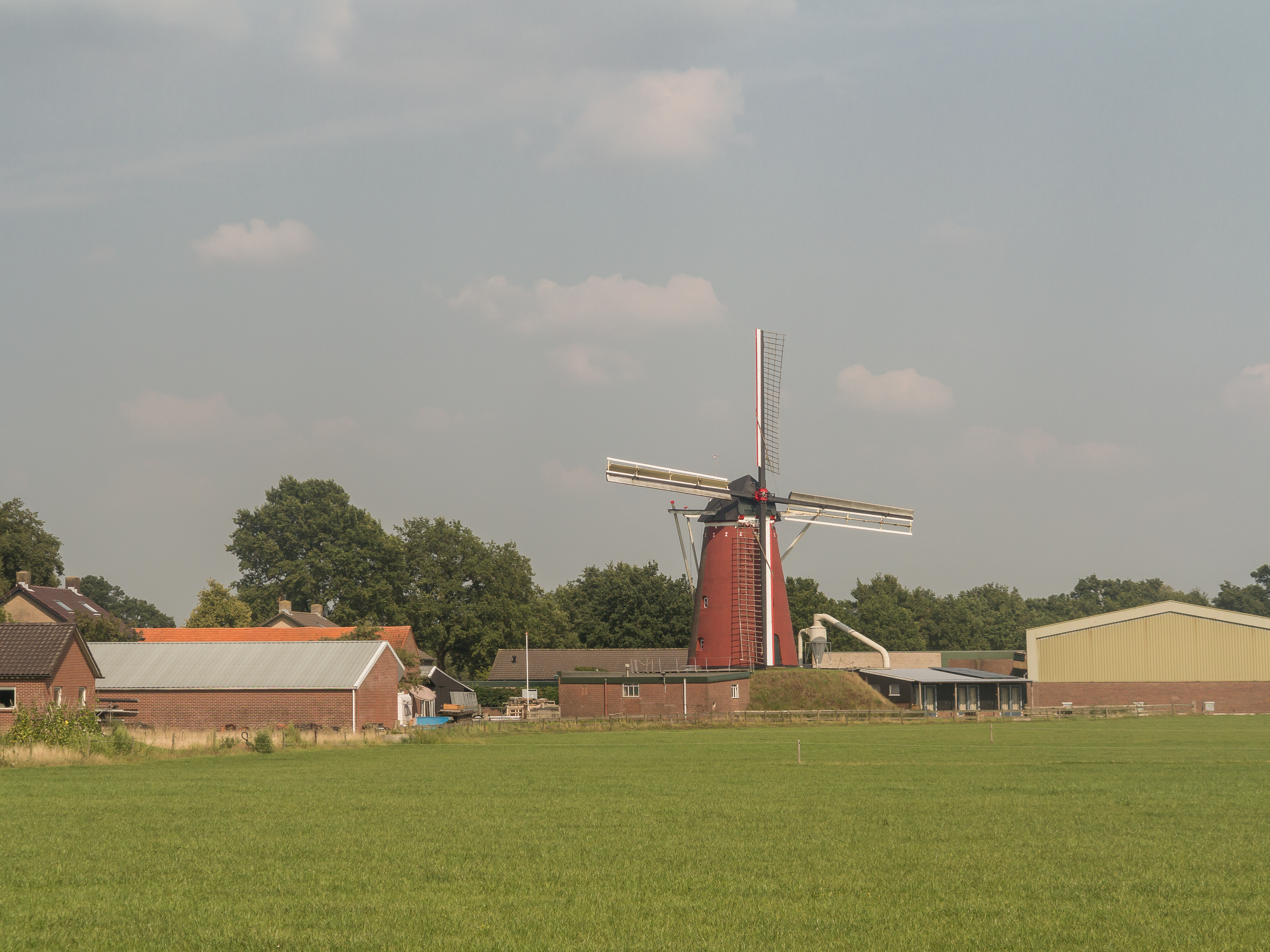
Molen in 2015